# Adaptation (psychologie)
Pour les articles homonymes, voir Adaptation.

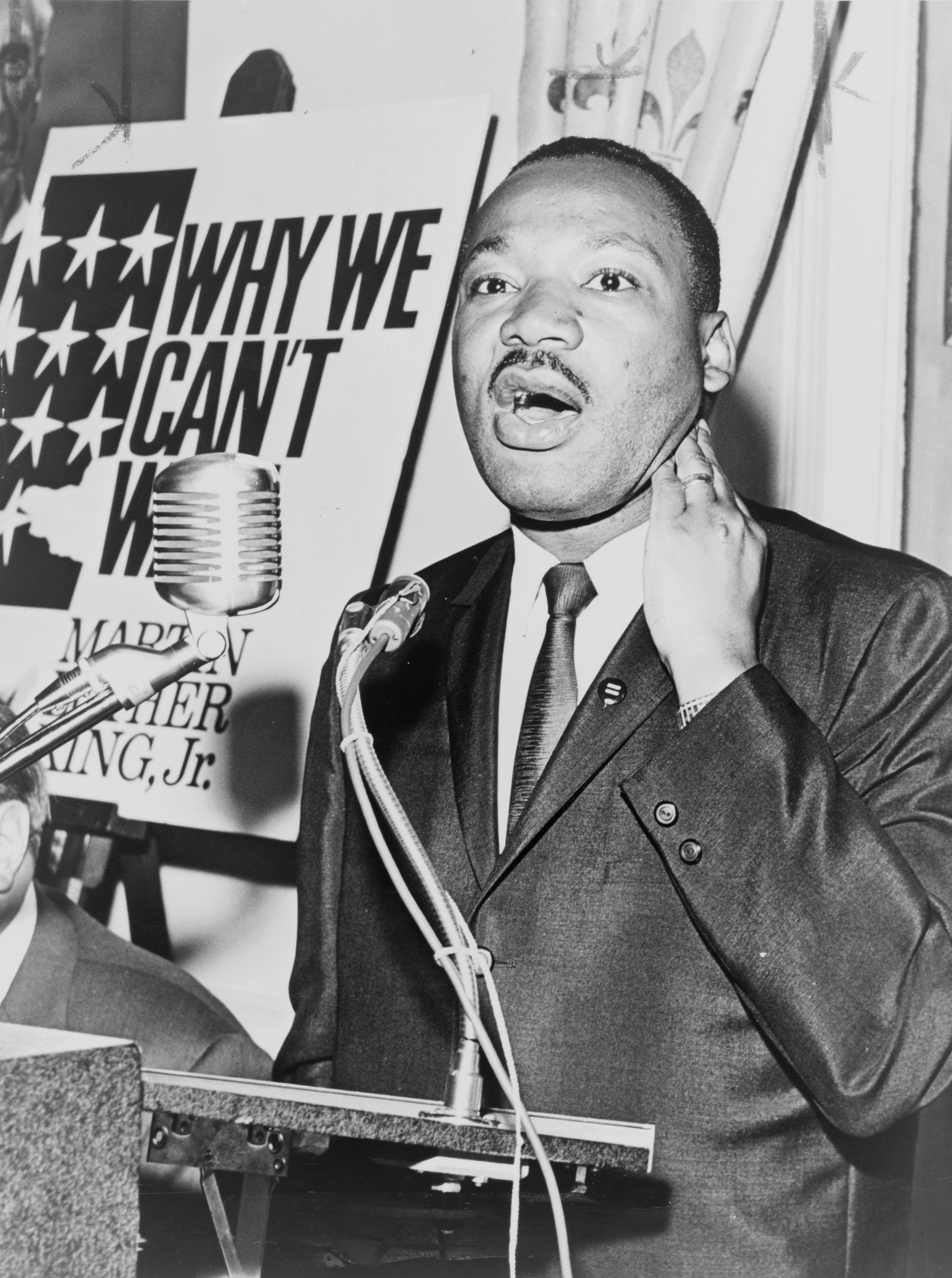
Martin Luther King Jr

En psychologie, l'adaptation est la modification du comportement de l'individu qui maintient sa vie en relative harmonie avec les nouvelles données du milieu ou un nouveau milieu.
Au contraire, s'il s'avère une difficulté d'évolution, sans possibilité de retour au milieu antérieur, des troubles de l'adaptation peuvent apparaître.